# Per Saxvall
Per Saxvall (11 settembre 1989) è un ex sciatore alpino svedese.

## Biografia
Slalomista puro attivo in gare FIS dal dicembre del 2004, Saxvall ha esordito in Coppa Europa il 2 dicembre 2017 ad Åre e in Coppa del Mondo il 14 novembre 2010 a Levi, in entrambi i casi senza completare la prova; il 14 dicembre 2013 ha conquistato nello slalom parallelo di San Vigilio/Plan de Corones il suo unico podio in Coppa Europa (3º).
Il 9 marzo 2014 a Kranjska Gora ha preso il via per l'ultima in Coppa del Mondo, senza completare la prova (non ha portato a termine nessuna delle 12 gare nel massimo circuito cui ha preso parte) e si è ritirato al termine di quella stessa stagione 2013-2014; la sua ultima gara è stata uno slalom speciale FIS disputato l'11 aprile a Lindvallen, chiuso da Saxvall al 15º posto. In carriera non ha preso parte a rassegne olimpiche o iridate.

## Palmarès

### Coppa Europa
- Miglior piazzamento in classifica generale: 44º nel 2014
- 1 podio:
  - 1 terzo posto

### Campionati svedesi
- 1 medaglia[1]:
  - 1 bronzo (slalom parallelo nel 2012)